# NGC 909
NGC 909 é uma galáxia elíptica (E) localizada na direcção da constelação de Andromeda. Possui uma declinação de +42° 02' 10" e uma ascensão recta de 2 horas, 25 minutos e 22,7 segundos.
A galáxia NGC 909 foi descoberta em 30 de Outubro de 1878 por Édouard Jean-Marie Stephan.